# Isoglossa congesta
Isoglossa congesta är en akantusväxtart som beskrevs av M. Hedrén. Isoglossa congesta ingår i släktet Isoglossa och familjen akantusväxter. Inga underarter finns listade i Catalogue of Life.